# Caroline Spencer, Duquesa de Marlborough
Caroline Spencer, Duquesa de Marlborough (nascida Caroline Russell; Bromley ou Bloomsbury, dezembro de 1742 ou janeiro de 43 — Palácio de Blenheim, 26 de novembro de 1811) foi uma nobre inglesa. Ela foi duquesa de Marlborough pelo seu casamento com George Spencer, 4.º Duque de Marlborough.

## Família
Lady Caroline foi a única filha, segunda e última criança nascida de John Russell, 4.º Duque de Bedford, e de sua segunda esposa, Gertrude Leveson-Gower. Os seus avós paternos eram Wriothesley Russell, 2.º Duque de Bedford e Elizabeth Howland. Os seus avós maternos eram John Leveson-Gower, 1.º Conde Gower e Evelyn Pierrepont.
Ela teve apenas um irmão por parte de pai e mãe, que era Francis Russell, Marquês de Tavistock, marido de Elizabeth Keppel.
Do primeiro casamento do duque com Diana Spencer, ela teve um meio-irmão, que era John Russell, Marquês de Tavistock, que nasceu e morreu em 6 de novembro de 1732.

## Biografia
Em 8 de setembro de 1761, Caroline foi uma das damas de honra da princesa Carlota de Mecklemburgo-Strelitz no seu casamento com o rei Jorge III do Reino Unido, no Palácio de St. James.

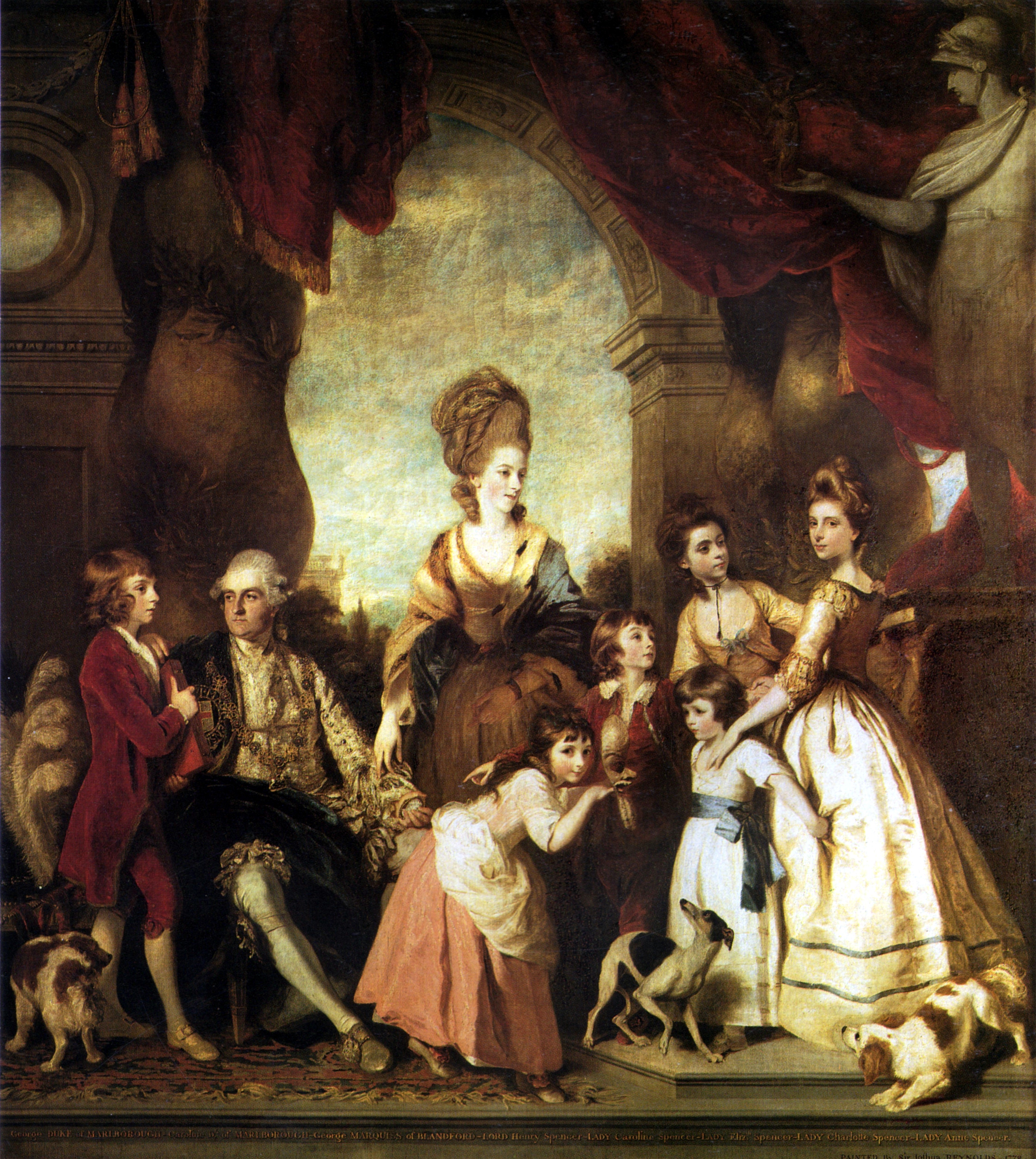
Caroline e George com seus filhos, em quadro pintado por Joshua Reynolds.

No dia 23 de agosto de 1762, aos 19 ou 20 anos de idade, Caroline casou-se com George Spencer, 4.º Duque de Marlborough, de 23 anos, em Bedford House, na cidade de Londres. George era filho de Charles Spencer, 3.º Duque de Marlborough e de Elizabeth Trevor.

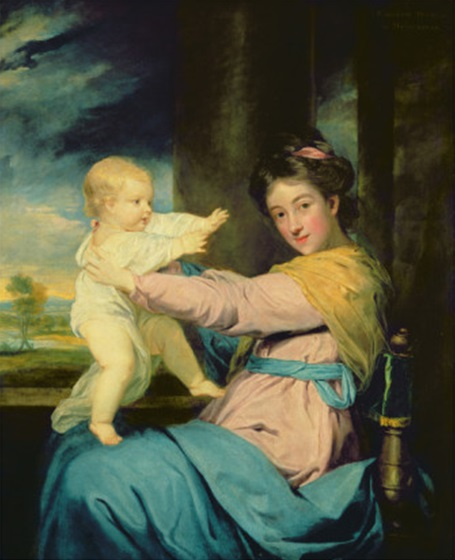
A duquesa de Marlborough com sua filha mais velha, Caroline, por Joshua Reynolds.

O casal teve sete filhos, cinco meninas e dois meninos.
Em 1788, a duquesa enviou uma carta ao pintor Ozias Humphrey, contendo um desenho de um retrato de seu marido, George, feito pelo pintor Thomas Gainsborough, que havia morrido neste mesmo ano. Portanto, ela pede que Humphrey complete o retrato inacabado.

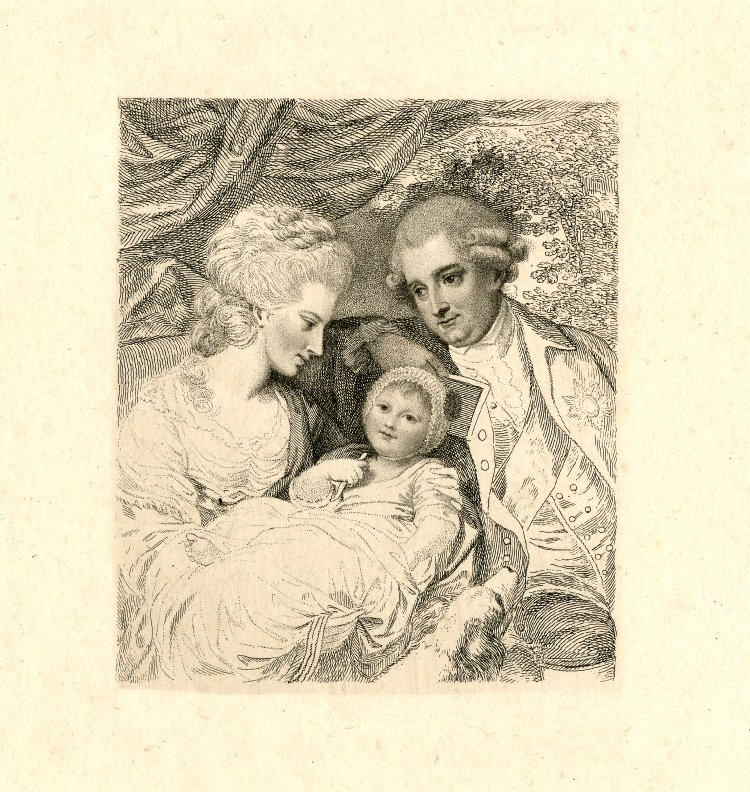
O duque e a duquesa com seu filho mais novo, Francis. Pintura de 1783 por Francesco Bartolozzi.

De acordo com Gibbs, a rainha Carlota a chamou de "a mulher mais orgulhosa na Inglaterra." 
A duquesa faleceu no dia 26 de novembro de 1811, aos 68 ou 69 anos de idade. Foi sepultada no Palácio de Blenheim.

## Descendência
- Caroline Spencer (27 de outubro de 1763 – 23 de novembro de 1813), foi esposa de Henry Welbore Ellis, 2.º Visconde Clifden de Gowran, com quem teve dois filhos;
- Elizabeth Spencer (entre 1764 e 1774 – 1812), foi esposa de John Spencer, com quem teve quatro filhos;
- Charlotte Spencer (entre 1765 e 1772 – 1802), foi esposa do reverendo Edward Nares, com quem teve uma filha;
- George Spencer-Churchill, 5.º Duque de Marlborough (6 de março de 1766 – 5 de março de 1840), sucessor do pai. Foi marido de Susan Stewart, com quem teve quatro filhos;
- Anne Spencer (5 de novembro de 1773 – 7 de agosto de 1865), foi esposa de Cropley Ashley-Cooper, 6.º Conde de Shaftesbury, com quem teve nove filhos;
- Amelia Sophia Spencer (após 1774 – 30 de janeiro de 1829), foi esposa de Henry Pytches Boyce. Sem descendência;
- Francis Spencer, 1.º Barão Churchill (6 de dezembro de 1779 – 10 de março de 1845), foi marido de Frances FitzRoy, com quem teve oito filhos;